# Jan Šimsa
Jan Šimsa (2. října 1929 Praha – 5. dubna 2016 Brno) byl teolog, evangelický farář, autor kulturně historických úvah, redaktor a disident (jeden z prvních signatářů Charty 77).

## Životopis

### Rodina
- Otcem Jana Šimsy byl Jaroslav Šimsa - český publicista, filosof, novinář, redaktor Křesťanské revue, sekretář Akademické Ymky a náčelník Ligy lesní moudrosti[4]; po začátku nacistické okupace a během protektorátu byl aktivním účastníkem protiněmeckého odboje (například spoluzakládal ilegální organizaci Petiční výbor Věrni zůstaneme), ale poměrně záhy byl (27. února 1940) zatčen gestapem, dlouze vězněn, souzen a nakonec před koncem války převezen do koncentračního tábora v Dachau, kde 8. února 1945 zemřel v důsledku nákazy skvrnitým tyfem.
- Matka Jana Šimsy - Marie Šimsová (rozená Kohoutková) byla za protektorátu rovněž činná v odboji.[6] Po zatčení svého manžela gestapem (27. února 1940) poskytovala svůj byt (na adrese: 5. května 856/58, 140 00 Praha 4 – Nusle) odbojáři Jaroslavu Valentovi. Valenta v Šimsově pracovně (prakticky až do svého zatčení 28. května 1942) šifroval depeše (určené pro ilegální radiové vysílání do Londýna) a přepisoval je na psacím stroji. Také v tomto bytě nejspíš ukrýval nějaký čas ilegální vysílačku anglické výroby a vodil sem (s vědomím Marie Šimsové) i další odbojáře.[7]
- Manželkou Jana Šimsy byla Milena Šimsová (rozená Procházková), archivářka a historička, laureátka ceny "Prix Irene" za rok 2006[4]

### Setkání s Přemyslem Pittrem
Koncem druhé světové války (v roce 1944) v souvislosti s Ligou lesní moudrosti se tehdy mladičký Jan Šimsa seznámil s českým protestantsky orientovaným křesťanským kazatelem, spisovatelem, publicistou, sociálním pracovníkem a radikálním pacifistou Přemyslem Pittrem. Rovněž se v té době seznámil s lidmi okolo Milíčova domu a zapojil se do jeho činnosti. Po skončení druhé světové války se zapojil (v letech 1945 až 1947 "akce zámky") do aktivit, které Přemysl Pitter organizoval (jednalo se o pomoc opuštěným židovským, českým i německým dětem z koncentračních táborů).

### Studia, vojna, svatba, pastorační služba
V roce 1947 byl účastník světového (komunistického) festivalu mládeže v Praze 1947. Po maturitě (1948) na Akademickém gymnáziu v Praze vystudoval Jan Šimsa v letech 1948-1952 teologii na Komenského Evangelické teologické fakultě v Praze. Poprvé byl zatčen v roce 1952, kdy se jej StB pokusila (neúspěšně) získat ke spolupráci. Po studiích dostal povolávací rozkaz k povinné vojenské prezenční službě (sloužil nejprve u ženistů a pak jako politicky nespolehlivý u PTP). Z vojenské služby byl předčasně propuštěn (zdravotní důvody, onemocnění žloutenkou). Dne 23. června 1956 se Jan Šimsa oženil s čerstvě dostudovanou Milenou Procházkovou, která mu (coby paní farářová) ve výkonu jeho poslání v dalších letech účinně pomáhala. Jako manželka evangelického faráře jej Milena Šimsová následovala do míst, kde působil: sbory Českobratrské církve evangelické v Pardubicích (zde působil jako pomocný duchovní asi jeden rok), v Praze na Vinohradech (tady působil dva roky), v Klášteře nad Dědinou (1957 až 1963) , v Prosetíně (nedaleko Žďáru nad Sázavou) (1963 až 1975). Jako evangelický duchovní vykonával farářskou službu až do února roku 1973, kdy mu byl odňat normalizačním režimem státní souhlas. Po odejmutí státního souhlasu k výkonu duchovenské činnosti pracoval nějakou dobu jako archivář a údržbář církevních budov. Poté ještě určitý čas neveřejně působil ve sboru v Prosetíně. Posléze se (se svou rodinou) přestěhoval (1975/1976) do Brna, kde pracoval (celkem čtrnáct let) jako skladový dělník ve Výzkumném ústavu makromolekulární chemie.

### Nová orientace
V Českobratrské církvi evangelické (ČCE) se od konce 50. let dvacátého století podílel Jan Šimsa na činnosti neformálního teologického aktualizačního směru myšlení - proudu nazývaného Nová orientace.  (Ostatně název "Nová orientace" byl inspirován Šimsovým cyklem kázání z roku 1958.)
Stoupenci tohoto hnutí se snažili nově formulovat teologická a eklesiologická východiska činnosti Českobratrské církve evangelické a zároveň aktivně zaujímat kritické postoje vůči společenským poměrům v socialistickém Československu. V Nové orientaci se Šimsa pokoušel v protestantském duchu přetvářet živé tendence současné filozofie a kultury a zdůrazňoval veřejnou odpovědnost křesťana i v totalitním zřízení.
Jako protestantský teolog se Jan Šimsa nadále zabývá historickými a filozofickými tématy v souvislosti s aktualizací křesťanství v moderním a postmoderním světě. Od počátku své činnosti se pokoušel o moderní interpretaci evangelia a o přenesení forem práce s mládeží ze zrušené YMCA do evangelické církve.

### Rok 1968
Ve dnech 6. až 7. listopadu 1968 se při příležitosti výročí VŘSR v Praze, Brně a Českých Budějovicích konaly velké demonstrace proti sovětské okupaci, do nichž se zapojili zejména studenti. Demonstrace byly však potlačeny bezpečnostními jednotkami vč. Lidových milicí. Při jedné z nich byl Jan Šimsa (7. listopadu 1968) zadržen a zmlácen na Václavském náměstí.
V roce 1969 vyšla kniha Úzkost a naděje: Dopisy, sny, události 1940-1945, kde (spolu se svojí ženou Milenou) uspořádal dopisy svého otce Jaroslava Šimsy.

### Charta 77
Jan Šimsa byl jeden z prvních signatářů neformální československé občanské iniciativy Charta 77. (Jako "chartista" patřil mezi organizátory tajných tzv. "bytových seminářů"  nazývaných též "podzemní univerzita" nebo "antiuniverzita"). Jan Šimsa také spolupracoval (v rámci aktivit brněnského disentu) na strojopisných publikacích (zvláště sborníků) a inicioval ekumenické rozhovory.

### Věznění
V roce 1978 byl zatčen a odsouzen na osm měsíců věznění (pět měsíců ve vyšetřovací vazbě, Bohunice, zbytek Plzeň-Bory) za "napadení veřejného činitele". Důvodem byl incident, který se odehrál při domovní prohlídce u Šimsů. Jan Šimsa shodil policistu do peřin, když bránil svoji manželku Milenu (ta se snažila ukrýt poslední dopis filozofa a rodinného přítele Jana Patočky), kterou tehdy napadl příslušník StB (poručík Miloš Bata). (Rehabilitace Ústavním soudem se Jan Šimsa dočkal až v roce 2007.)

### Konec totality
Když na konci 80. let dvacátého století (v lednu 1989) vzniklo v Brně tzv. Brněnské fórum (jako sdružení brněnských občanů "šedé zóny", kteří byli rozhodnuti rozhýbat občanskou společnost nejen v Brně) pomáhal Jan Šimsa moderovat některé akce pořádané tímto sdružením. Šimsa byl výraznou osobností brněnského disentu, podílel se na činnosti brněnského M-klubu, který se scházel u Boženy Komárkové.

### Po sametové revoluci
Po sametové revoluci Jan Šimsa spoluzakládal politické hnutí Občanské fórum (OF) jako širokou, spontánní platformu občanských nezávislých aktivit, které odmítaly totalitní komunistický režim. Nějaký čas (1991 až 1994) redigoval i Křesťanskou revue, přednášel o T. G. Masarykovi, Přemyslu Pittrovi a spolupůsobil při vydání spisů Boženy Komárkové.
Po roce 1989 se Jan Šimsa podílel na obnově několika organizací a to:
- Masarykovy společnosti v Praze, která si klade za úkol šířit a zpřítomňovat ideový odkaz T. G. Masaryka,
- woodcrafterské organizace Ligy lesní moudrosti [p 4],
- nejstarší mládežnické organizace na světě - YMCA (Young Men's Christian Association – křesťanské sdružení mladých mužů).[4] a
- zúčastnil se obnovy Spolku přátel Milíčova domu (ten založil Přemysl Pitter).[9]

Jan Šimsa je držitelem Řádu Tomáše Garrigua Masaryka IV. třídy (1991). (viz Seznam nositelů Řádu T. G. Masaryka)
Jméno Jana Šimsy je uvedeno na seznamu členů přípravného výboru na pamětní desce, věnované 20. výročí obnovení činnosti Československé sociální demokracie v Brně a Jihomoravském kraji. Pamětní deska je umístěna na adrese: Hlavní 119/01, Brno-Komín. Na desce je nápis:
V tomto domě byla na setkání občanů dne 15. prosince 1989 
obnovena činnost Československé
sociální demokracie v Brně
a Jihomoravském kraji.
Stalo se tak zásluhou přípravného výboru ve složení:

J. Eliáš, A. Glosová, Z. Kaplan, J. P. Kříž, F. Kučera,
J. Mezník, E. Němec, P. Rezner, D. Slávik, Z. Smutek,
J. Stehlík, J. Šimsa, Š. Talaš.
1989–2009 
Ke 20. výročí obnovení ČSSD věnuje Mgr. Bohuslav Sobotka, místopředseda ČSSD
pamětní deska

## Publikační činnost
- Spolu se svou ženou Milenou Šimsovou uspořádal Jan Šimsa k vydání "dopisy, úvahy a kázání z vězení" jako vzpomínku na svého otce (Úzkost a naděje)[4]
  - Šimsa, Jaroslav, Šimsa, Jan, ed. a Šimsová, Milena, ed. Úzkost a naděje: Dopisy, sny, události 1940-1945. 1. vyd. Praha: Ústřední církevní nakladatelství, 1969. 209, [2] s. Kalich.[12]
  - Šimsa, Jaroslav. Úzkost a naděje: dopisy, sny, události, traktáty 1940-1945. 2., dopl. vyd. Benešov: YMCA v ČR v nakl. EMAN, 2003. 255 s., [16] s. obr. příl. ISBN 80-86211-31-2.[13] (2. vydání spolu s německou verzí „Angst und Hoffnung“)[2]
- Podstatnou část knihy Bitky Jana Šimsy tvoří vzpomínkové texty na 2. sv. válku, těsně poválečné události, strohé texty na obranu utlačovaných, přátel, disidentů, na obranu některých myšlenkových proudů. Známý je text "Oražení a ponížení".
  - Šimsa, Jan. Bitky Jana Šimsy. 1. vyd. (vydání jen v nákladu 600 kusů) Heršpice: EMAN, 2000. 121 s. ISBN 80-86211-12-6.[4][14]
- Šimsa, Jan a Vaculík, Ludvík. Vážený pane Mikule: dopisy 1967/1988. 1. vyd. Olomouc: Nakladatelství Olomouc, 2003. 246 s. ISBN 80-7182-153-5.[15]
- Jan Šimsa se podílel se na překladu knihy Dietricha Bonhoeffera "Na cestě k svobodě: Listy z vězení" (1991)[4]
  - Bonhoeffer, Dietrich. Na cestě k svobodě: (listy z vězení). Překlad Václav Renč. Vyd. 1. Praha: Vyšehrad, 1991. 287 s. Cesty; sv. 1. ISBN 80-7021-081-8.[16]